# José Paulo de Bem
José Paulo de Bem (Araranguá, 17 de março de 1942 — São Paulo,  4 de outubro de 2014) foi um arquiteto e acadêmico brasileiro. Se notabilizou por coordenar projetos de diferentes escalas, como o da Estação Sé do Metrô de São Paulo e da revitalização do Parque Dom Pedro II, tendo vencido concursos nacionais de destaque, como o da nova estação intermodal da Supervia, em 2000, e o "Propostas para Sâo Paulo de 2030", em 2011.

## Formação e atuação acadêmica
Fez serviço militar em Brasília, onde inspirado pela cidade resolveu estudar arquitetura na recém-criada Universidade de Brasília, onde graduou-se em 1966. Fez Mestrado (2002) e Doutorado (2006) em Estruturas Ambientais Urbanas na FAU-USP, orientado pela Prof. Regina Prosperi Meyer, sobre propostas para a cidade de São Paulo.
Foi Professor e pesquisador do curso de Arquitetura e Urbanismo da FAU Mackenzie desde 1993 e Centro Belas Artes desde 2000.
Era especialista na área de Desenho Urbano e Projetos de Edificação, atuando principalmente com requalificação urbana, urbanismo, arquitetura e design.

## Atuação profissional
José Paulo Iniciou sua carreira profissional trabalhando em Salvador com João Filgueiras Lima, participando dos projetos do novo Centro Administrativo da Bahia e de diversas escolas e unidades de saúde. Elaborou diversos projetos arquitetônicos e urbanísticos (como em Florianópolis no Plano Diretor de 1969), atuando principalmente na escala urbana. Uma parte de sua produção decorre da vitória em concursos públicos de arquitetura e urbanismo.

### Concursos públicos
Participou de diversos concursos na sua área, como o Concurso Nacional de Ideias para um Novo Centro de São Paulo, em 1997, formado por equipe multidisciplinar, que incluiu, além de José Paulo de Bem, os arquitetos, João Batista Martinez Corrêa, Roberto Righi, Ronan Ayer, Ernesto Zamboni, Flávio Pastore, Marcelo Fragelli, Sérgio Coelho, Hércules Fidalli, Luiz Eduardo Sózio, Renato Mendonça, Shigeru Yamamoto, Cláudio de Mattos Falcão, Leonardo Lorenzo, Edison Borges Lopes, Cássio Norio Hosomi, Maria Luíza Oieno de Oliveira, Rita Guimarães, Walter Maximiliam Gosslar, Alessandra Gizella da Silva, Francisco Denon e Mauro Lima.
Em 2000 venceu, em colaboração com Mario Biselli, o Concurso Nacional para a Nova estação de trens de caráter intermodal da Supervia, no Bairro de São Cristóvão, na cidade do Rio de Janeiro.
Em 2004, participou de equipe que ficou em segundo lugar no Concurso Bairro Novo, organizado pelo IAB/SP em parceria com a Prefeitura de São Paulo. O concurso previa a elaboração de um projeto urbano para um bairro inteiro de uso predominantemente residencial. O bairro escolhido para a proposta foi a Água Branca, uma área com aproximadamente 1 milhão de metros quadrados. O trabalho foi apresentado pela equipe formada por José Paulo, Joan Villà e Luiz Guilherme Rivera de Castro, professores da FAU-Mackenzie, recebeu o seguinte comentário do júri: “Boa integração viária com o entorno, bom traçado viário dando unidade ao bairro, havendo indicações claras para a composição volumétrica das quadras”.
Foi premiado no concurso “As Cidades Somos Nós – Propostas para São Paulo de 2030” promovido por SECOVI/ITDP em 2011, com seu projeto de criação de uma grande praça no local onde esta o Terminal Bandeira. A proposta da equipe formada por docentes da FAU-Mackenzie, José Paulo de Bem e Cassia Regina Mariano, junto de Fernanda de Macedo Haddad, venceu o concurso. O projeto previu Intervenção na Praça da Bandeira e ampliações de suas conexões com o Largo São Francisco, Praça do Patriarca e Câmara Municipal, abrangendo um raio de 500 metros a partir do terminal de ônibus existente. O concurso tinha por objetivo contribuir, por meio de soluções criativas, com as políticas de planejamento urbano e para o futuro das cidades.

### Obras

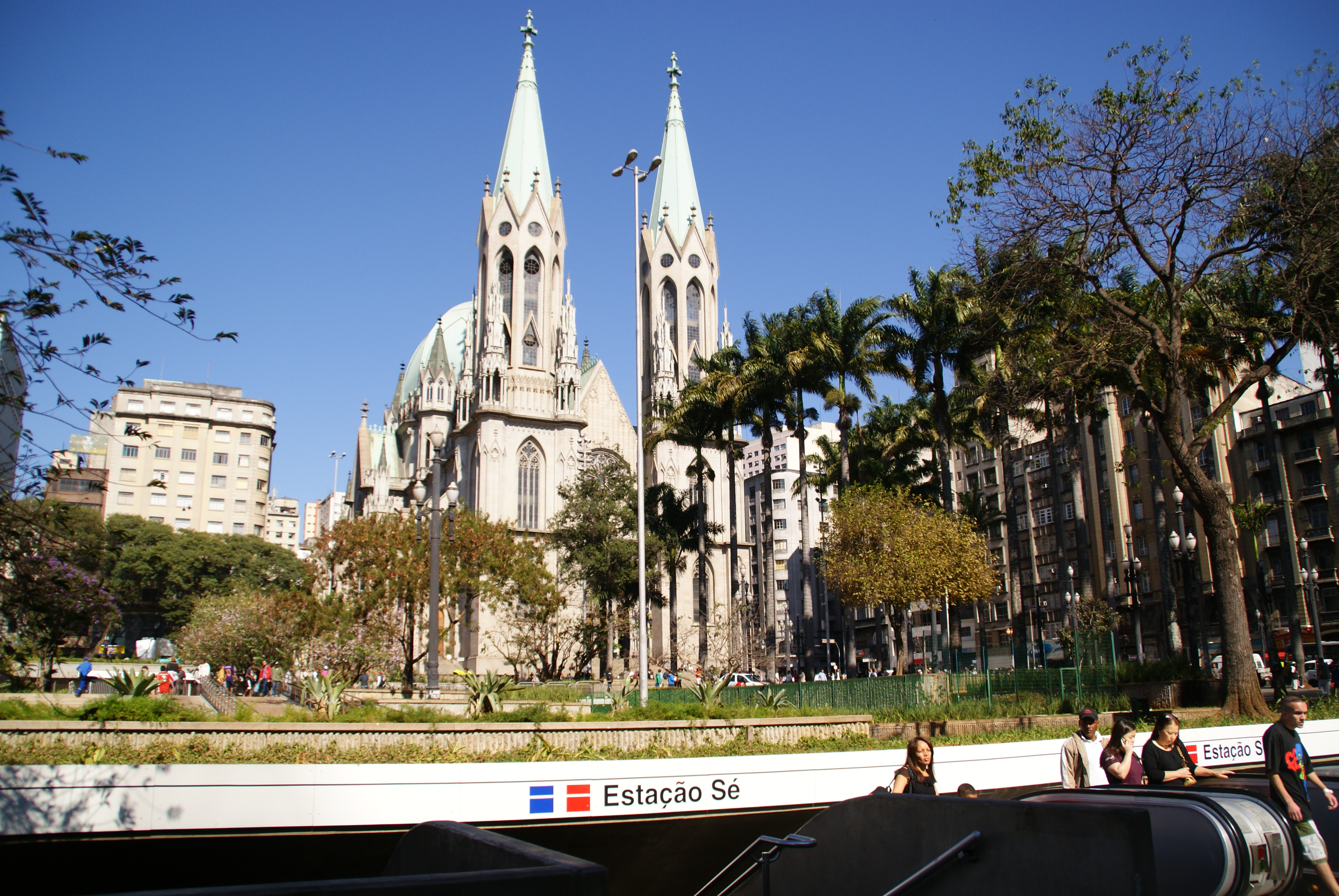
Estação Sé - Construída entre 1975-1979

Foi o arquiteto responsável pela revitalização do Parque Dom Pedro II. Para esta obra retomou projeto elaborado no início da década de 90 pela equipe da Emurb, que propôs o deslocamento das pistas da avenida do Estado para as bordas do parque, a supressão dos viadutos que o atravessam e a criação de um polo terciário ao longo da rua da Figueira.
Em Florianópolis, foi um dos responsáveis pelo projeto da nova ponte de concreto que liga Florianópolis ao continente, substituindo a Ponte Hercílio Luz para o fluxo de veículos.
Elaborou também o projeto da Estação Sé da Linha 3 do metrô de São Paulo, a maior estação da rede (abrigando as linhas Norte-Sul e Leste-Oeste e previa uma terceira linha para Santo Amaro - não executada) A falta de espaço para a implantação da estação era o seu maior desafio, levando a equipe a propôr a unificação das praças da Sé e Clóvis Beviláqcua e a demolição do Edifício Mendes Caldeira e Palacete Santa Helena. Essa decisão causou controvérsia à época, preponderando, na ocasião, a necessidade de construção da rede metroviária. Foi a primeira vez que se realizou a implosão de um edifício no Brasil em 16 de novembro de 1975.